# Prvenstvo Hrvatske u ragbiju 2008./09.
Prvenstvo Hrvatske u ragbiju u sezoni 2008/09. je imalo ove sudionike:
- Nadu iz Splita
- Mladost iz Zagreba
- Zagreb
- Makarsku rivijeru iz Makarske

## Natjecateljski sustav
Igra se po dvokružnom ligaškom sustavu, jedan susret na domaćem terenu i jedan na gostujućem terenu.

## Rezultati
Rezultati hrvatskog prvenstva 2008/09. se boduju i za Interligu, sezonu 2008/09.

Hrvatski prvaci za sezonu 2008./2009. su ragbijaši splitske Nade.